# Nesocanthon
Nesocanthon là một chi bọ cánh cứng thuộc họ Scarabaeidae.